# Phapitreron
Phapitreron – rodzaj ptaków z podrodziny treronów (Raphinae) w obrębie rodziny gołębiowatych (Columbidae).

## Rozmieszczenie geograficzne
Rodzaj obejmuje gatunki występujące na Filipinach.

## Morfologia
Długość ciała 23–27 cm; masa ciała 80–165 g.

## Systematyka
Rodzaj zdefiniował w 1854 roku francuski zoolog Charles-Lucien Bonaparte w artykule poświęconym rzędowi gołębiowych, opublikowanym w czasopiśmie Comptes Rendus Hebdomadaires des Séances de l’Académie des Sciences. Gatunkiem typowym jest (oryginalne oznaczenie (również monotypowe)) brązaczek białouchy (P. leucotis).

### Etymologia
- Phapitreron: zbitka wyrazowa nazw rodzajów: Phaps Selby, 1835 (błyskolotka) oraz Treron Vieillot, 1816 (treron)[6].
- Phapiscus: gr. φαψ phaps, φαβος phabos ‘gołąb’; łac. przyrostek zdrabniający -iscus[7].

### Podział systematyczny
Do rodzaju należą następujące gatunki:
- Phapitreron leucotis (Temminck, 1823) – brązaczek białouchy
- Phapitreron amethystinus Bonaparte, 1857 – brązaczek ametystowy
- Phapitreron brunneiceps (Bourns & Worcester, 1894) – brązaczek szarobrzuchy
- Phapitreron cinereiceps (Bourns & Worcester, 1894) – brązaczek ciemnouchy